# Paweł Niedźwiecki
Paweł Niedźwiecki (ur. 12 maja 1974) – polski kolarz szosowy. Medalista mistrzostw Polski.

## Życiorys
Jako amator startował w barwach Legii Warszawa. W 1992 zdobył brązowy medal mistrzostw świata juniorów w wyścigu drużynowym na 70 km. W 1994 wystąpił w reprezentacji Polski w mistrzostwach świata seniorów. Zajął w nich 7. miejsce w wyścigu drużynowym na 100 km, a szosowego wyścigu indywidualnego nie ukończył. W tym samym roku zwyciężył w wyścigu Szlakiem Grodów Piastowskich. W mistrzostwach Polski zdobył wicemistrzostwo w 1994 w wyścigu szosowym ze startu wspólnego oraz w 1997 w jeździe indywidualnej na czas, a także brązowy medal w wyścigu drużynowym na 100 km w 1995. Dwukrotnie wystąpił w Wyścigu Pokoju (1994 – 30 m., 1998 - nie ukończył).
W latach 2000–2002 był kolarzem zawodowej grupy Mróz, jego największym sukcesem było zwycięstwo w wyścigu Tour of Japan w 2001